# Андалузький соус
Андалузький соус (фр. Sauce andalouse) — бельгійський соус, що складається з майонезу, томатної пасти та солодкого перцю (наприклад, пімієнтос або болгарський перець). Зазвичай подається з бельгійською картоплею фрі. Описаний знаменитим кулінарним критиком Оґюстом Ескоф'є в 1903 році.
У деяких рецептах замість майонезу використовується соус велютеабо еспаньйол. Замість томатної пасти використовуються і бланшовані помідори. Серед інших інгредієнтів, коньяк або херес, паприка, оливки, оливкова олія, лимонний сік, майоран, чабер.

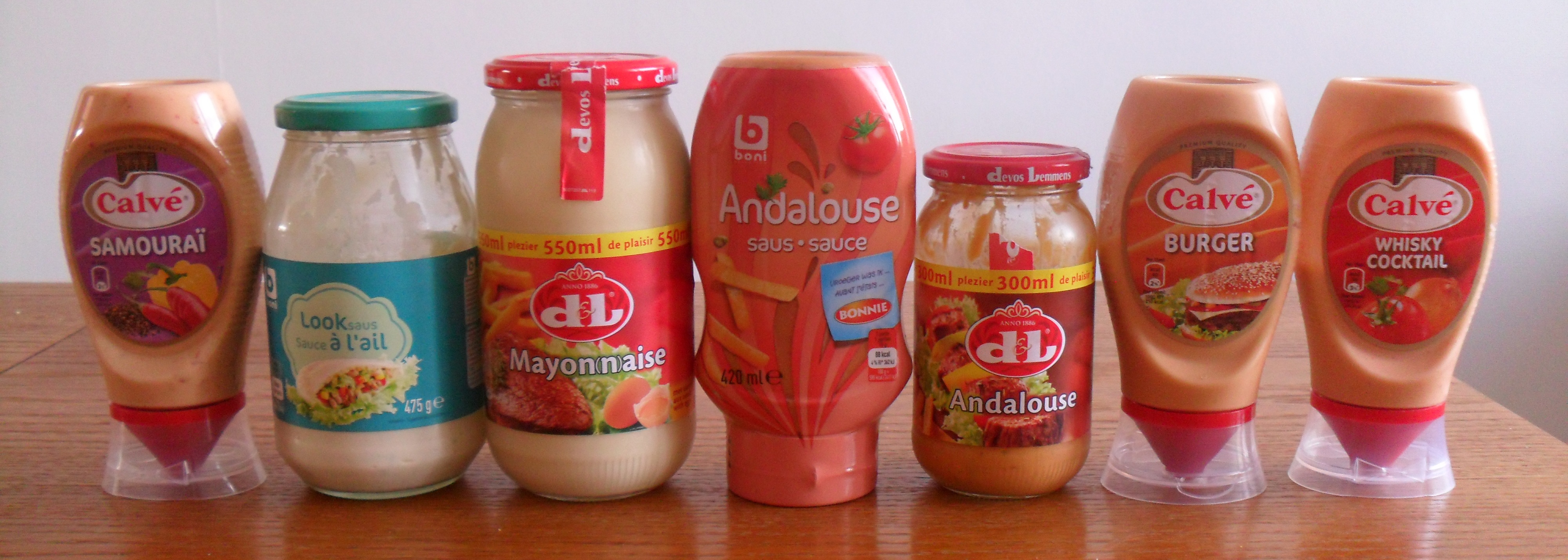
Готовий андалузький соус

Незважаючи на назву, його походження не має ніякого стосунку до іспанського регіону Андалусія.
Продається в супермаркетах в готовому вигляді.